# Domenico Scarlatti
Giuseppe Domenico Scarlatti  (Napulj, 26. listopada 1685. – Madrid, 23. srpnja 1757.), talijanski skladatelj i čembalist.
Sin je i učenik Alessandra Scarlattija, a školovao se i kod Francesca Gasparinija u Veneciji. Bio je skladatelj, kapelnik i čembalist u Rimu, Lisabonu, Sevilli te na dvoru u Madridu. Pod očevim utjecajem pisao je najprije crkvena djela i opere. Oko 1730. posvetio se sonatama za čembalo, najviše u jednom stavku; njihov je stil izvršio odlučujući utjecaj na razvoj klavirske glazbe u 18. stoljeću. Postupno je razvio virtuoznu čembalističku tehniku i utjecao na mnoge klavirske skladatelje, osobito u Španjolskoj i Engleskoj.